# فاكوندو ألبين
فاكوندو ألبين (بالإسبانية: Facundo Albin)‏ هو متسابق دراجات نارية أرجنتيني، ولد في 27 أكتوبر 1992 في دايرياوكس في الأرجنتين.